# Lenin era un fungo

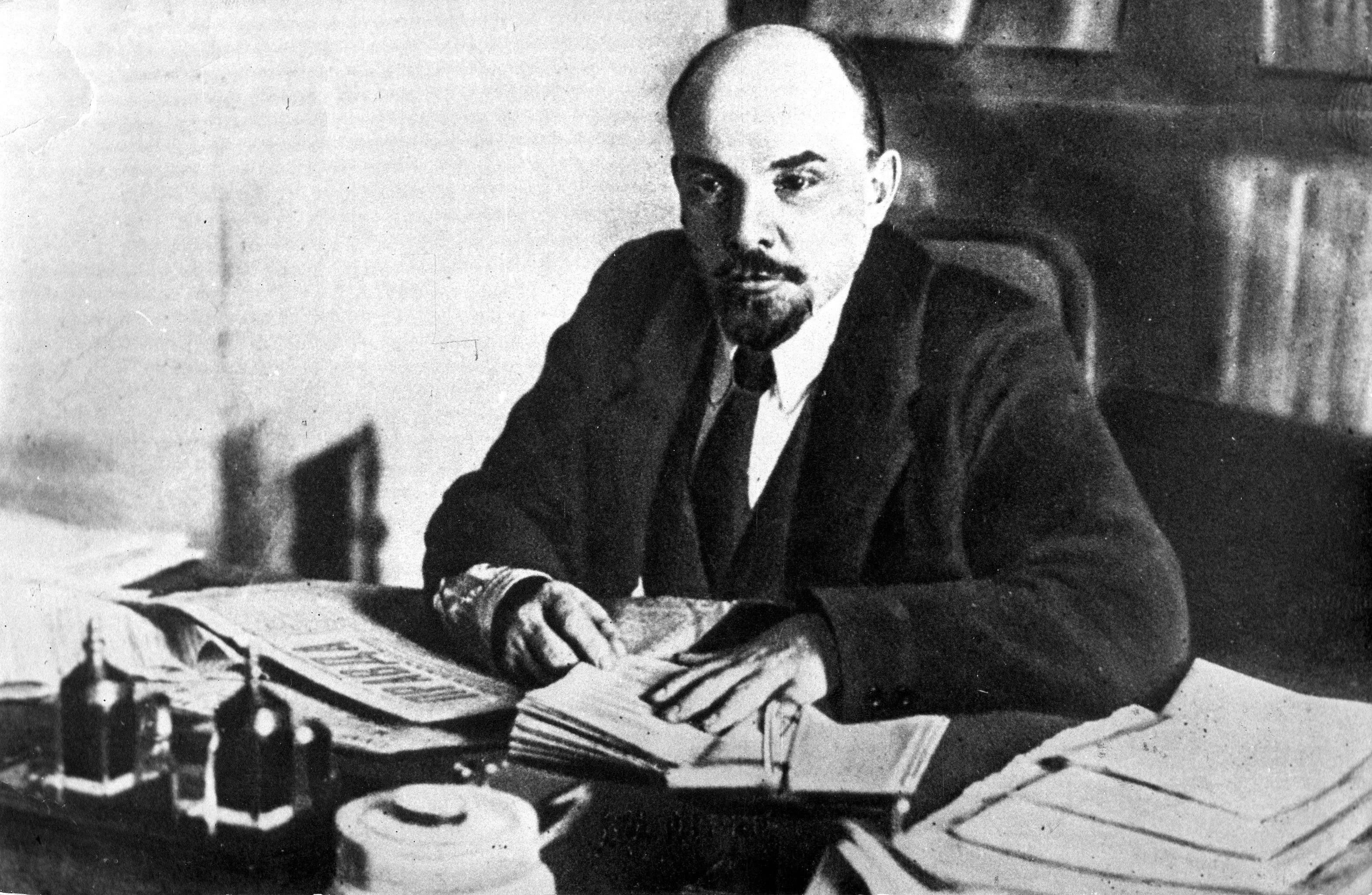
Kuryokhin affermò che l'oggetto circolare sulla scrivania di Lenin era un cactus psicoattivo.

Lenin era un fungo (in russo Ленин — гриб?) è stata una nota bufala televisiva realizzata dal musicista sovietico Sergey Kuryokhin e dal giornalista Sergey Sholokhov, andata in onda dal vivo sul canale 5TV il 17 gennaio 1991.

## La bufala
La bufala prese la forma di un'intervista trasmessa dal programma televisivo Pyatoe Koleso. In essa, Kuryokhin, nei panni di uno storico, comunicò di aver scoperto, tramite le sue ricerche, che Vladimir Lenin aveva consumato una quantità di funghi psichedelici tali da essere diventato lui stesso un fungo. L'esposizione e l'indagine vennero esposte attraverso una lunga serie di fallacie logiche e fece appello all'autorevolezza di presunte fonti (come Carlos Castaneda, il Massachusetts Institute of Technology e Konstantin Tsiolkovsky), creando l'illusione di una catena logica ragionata e plausibile.
Per il successo di tale scherzo giocò un ruolo importante la tempistica in cui esso venne mandato in onda: quello infatti era il periodo Glasnost', in cui stava venendo meno la censura in Unione Sovietica, con il conseguente venire a galla di storie rivelatorie ed inedite sulla Rivoluzione, spesso presentate in forma sensazionalistica. Inoltre, fino a quel momento, la televisione sovietica era stata considerata dal suo pubblico come conservatrice nello stile e contenuto; di conseguenza, un gran numero di cittadini sovietici (una stima indica 11,3 milioni) prese per vera l'impassibile e seria "intervista", nonostante le assurde affermazioni presentate.
Sholokhov disse che forse il risultato più notevole della bufala fu un appello di un gruppo di membri del partito al Comitato Regionale di Leningrado del PCUS per chiarire la veridicità delle affermazioni di Kuryokhin. Secondo il giornalista, rispose uno dei funzionari regionali, dicendo che "Lenin non avrebbe potuto essere un fungo" perché "un mammifero non può essere una pianta".